# Llista de topònims de Vilassar de Mar
Llista de topònims (noms propis de lloc) del municipi de Vilassar de Mar, al Maresme
Informació actualitzada per un bot. Els canvis manuals es perdran quan s'actualitzi!

## carrer
| imatge | Nom                  | Ubicat a        | instància de | Detalls                                                                    | coordenades                                        | Protecció                                  | Commons (més fotos)                  | Dades a WD                    |
| ------ | -------------------- | --------------- | ------------ | -------------------------------------------------------------------------- | -------------------------------------------------- | ------------------------------------------ | ------------------------------------ | ----------------------------- |
|        | Carrer Sant Francesc | Vilassar de Mar | carrer       |                                                                            | 41° 30′ 15″ N, 2° 23′ 42″ E / 41.50404°N,2.39509°E |                                            | Buildings in carrer Sant Francesc    | Modifica les dades a Wikidata |
|        | Carrer Sant Pau      | Vilassar de Mar | carrer       | Estil: modernisme català historicisme arquitectònic arquitectura eclèctica | 41° 30′ 07″ N, 2° 23′ 31″ E / 41.50186°N,2.39202°E | bé integrant del patrimoni cultural català | Carrer de Sant Pau (Vilassar de Mar) | Modifica les dades a Wikidata |
|        | carrer de Sant Roc   | Vilassar de Mar | carrer       | Estil: arquitectura popular                                                | 41° 30′ 09″ N, 2° 23′ 30″ E / 41.50252°N,2.39158°E | bé integrant del patrimoni cultural català | Carrer de Sant Roc (Vilassar de Mar) | Modifica les dades a Wikidata |
|        | carrer del Carme     | Vilassar de Mar | carrer       | Estil: arquitectura popular                                                | 41° 30′ 08″ N, 2° 23′ 24″ E / 41.5021°N,2.39008°E  | bé integrant del patrimoni cultural català | Carrer del Carme (Vilassar de Mar)   | Modifica les dades a Wikidata |

## casa
| imatge | Nom                                   | Ubicat a        | instància de | Detalls                                                                        | coordenades                                                                                       | Protecció                                  | Commons (més fotos)                   | Dades a WD                    |
| ------ | ------------------------------------- | --------------- | ------------ | ------------------------------------------------------------------------------ | ------------------------------------------------------------------------------------------------- | ------------------------------------------ | ------------------------------------- | ----------------------------- |
|        | Ca l'Americano                        | Vilassar de Mar | casa         | Estil: neoclassicisme                                                          | 41° 30′ 10″ N, 2° 23′ 26″ E / 41.50272°N,2.39066°E ca:Carrer Rector Bartrina, 3-7                 | bé integrant del patrimoni cultural català | Ca l'Americano (Vilassar de Mar)      | Modifica les dades a Wikidata |
|        | Ca l'Elies                            | Vilassar de Mar | casa         | Estil: arquitectura modernista                                                 | 41° 30′ 10″ N, 2° 23′ 30″ E / 41.502781°N,2.391581°E ca:Carrer Sant Roc, 33 / Rector Bartrina, 26 |                                            | Ca l'Elies (Vilassar de Mar)          | Modifica les dades a Wikidata |
|        | Ca l'Harinas                          | Vilassar de Mar | casa         | Estil: arquitectura eclèctica                                                  | 41° 30′ 12″ N, 2° 23′ 29″ E / 41.5034°N,2.39137°E                                                 | bé integrant del patrimoni cultural català | Ca l'Harinas (Vilassar de Mar)        | Modifica les dades a Wikidata |
|        | Ca la Sila                            | Vilassar de Mar | casa         | Estil: historicisme arquitectònic 19th century                                 | 41° 30′ 17″ N, 2° 23′ 51″ E / 41.50473°N,2.39756°E ca:Canonge Almera, 26                          | bé integrant del patrimoni cultural català | Ca la Sila (Vilassar de Mar)          | Modifica les dades a Wikidata |
|        | Ca n'Amat                             | Vilassar de Mar | casa         | Estil: historicisme arquitectònic                                              | 41° 30′ 12″ N, 2° 23′ 31″ E / 41.50345°N,2.39201°E ca:Carrer de Sant Joan, 52                     | bé integrant del patrimoni cultural català | Ca n'Amat (Vilassar de Mar)           | Modifica les dades a Wikidata |
|        | Cal Sobrestant                        | Vilassar de Mar | casa         | Estil: arquitectura eclèctica                                                  | 41° 30′ 05″ N, 2° 23′ 28″ E / 41.50148°N,2.39123°E                                                | bé integrant del patrimoni cultural català | Cal Sobrestant (Vilassar de Mar)      | Modifica les dades a Wikidata |
|        | Can Bassa                             | Vilassar de Mar | casa         | Arquitecte: Eduard Ferrés i Puig Estil: arquitectura modernista 1899           | 41° 30′ 08″ N, 2° 23′ 32″ E / 41.50211°N,2.3923°E ca:carrer de Sant Pau, 3-4                      | bé integrant del patrimoni cultural català | Can Bassa (Vilassar de Mar)           | Modifica les dades a Wikidata |
|        | Can Duran                             | Vilassar de Mar | casa         | Estil: arquitectura eclèctica                                                  | 41° 30′ 14″ N, 2° 23′ 32″ E / 41.50387°N,2.39232°E ca:Carrer de Sant Josep, 15-17                 | bé integrant del patrimoni cultural català | Can Duran (Vilassar de Mar)           | Modifica les dades a Wikidata |
|        | Can Ferrer Puig                       | Vilassar de Mar | casa         | Arquitecte: Eduard Ferrés i Puig Estil: arquitectura modernista 1917           | 41° 30′ 07″ N, 2° 23′ 30″ E / 41.501884°N,2.391772°E ca:Carrer de Sant Pau, 17                    | bé integrant del patrimoni cultural català | Sant Pau, 17 (Vilassar de Mar)        | Modifica les dades a Wikidata |
|        | Can Jover                             | Vilassar de Mar | casa         | Arquitecte: Eduard Ferrés i Puig Estil: arquitectura modernista 1902           | 41° 30′ 08″ N, 2° 23′ 33″ E / 41.50214°N,2.39239°E ca:Carrer Sant Pau, 2                          | bé integrant del patrimoni cultural català | Can Jover (Vilassar de Mar)           | Modifica les dades a Wikidata |
|        | Can Lari                              | Vilassar de Mar | casa         |                                                                                | 41° 30′ 15″ N, 2° 23′ 25″ E / 41.5043°N,2.3904°E                                                  | bé integrant del patrimoni cultural català | Can Lari                              | Modifica les dades a Wikidata |
|        | Can Matamala                          | Vilassar de Mar | casa         | Arquitecte: Eduard Ferrés i Puig Estil: arquitectura modernista 1916           | 41° 30′ 08″ N, 2° 23′ 33″ E / 41.50211°N,2.392477°E ca:Carrer de Sant Pau, 7                      | bé integrant del patrimoni cultural català | Can Matamala (Vilassar de Mar)        | Modifica les dades a Wikidata |
|        | Can Nyol                              | Vilassar de Mar | casa         | Arquitecte: Eduard Ferrés i Puig Estil: modernisme català arquitectura popular | 41° 30′ 14″ N, 2° 23′ 33″ E / 41.50402°N,2.39261°E ca:Carrer Sant Josep, 27                       | bé integrant del patrimoni cultural català | Can Nyol (Vilassar de Mar)            | Modifica les dades a Wikidata |
|        | Can Palangre                          | Vilassar de Mar | casa         | Estil: arquitectura popular                                                    | 41° 30′ 15″ N, 2° 23′ 44″ E / 41.50429°N,2.39546°E                                                | bé integrant del patrimoni cultural català | Can Palangre (Vilassar de Mar)        | Modifica les dades a Wikidata |
|        | Can Pasqualet                         | Vilassar de Mar | casa         | Estil: arquitectura modernista                                                 | 41° 30′ 10″ N, 2° 23′ 34″ E / 41.50291°N,2.39285°E ca:Carrer Clavé, 9                             | bé integrant del patrimoni cultural català | Can Pasqualet (Vilassar de Mar)       | Modifica les dades a Wikidata |
|        | Can Pau Godori                        | Vilassar de Mar | casa         | Estil: arquitectura modernista                                                 | 41° 30′ 10″ N, 2° 23′ 38″ E / 41.50279°N,2.39389°E ca:Camí Ral, 17                                | bé integrant del patrimoni cultural català | Can Pau Godori (Vilassar de Mar)      | Modifica les dades a Wikidata |
|        | Can Reixac                            | Vilassar de Mar | casa         | Estil: arquitectura popular                                                    | 41° 30′ 11″ N, 2° 23′ 32″ E / 41.50319°N,2.39221°E                                                | bé integrant del patrimoni cultural català | Can Reixac (Vilassar de Mar)          | Modifica les dades a Wikidata |
|        | Can Sagalés                           | Vilassar de Mar | casa         | Estil: arquitectura eclèctica 18th century                                     | 41° 30′ 10″ N, 2° 23′ 30″ E / 41.50267°N,2.39175°E ca:Carrer Sant Roc, 37-39                      | bé integrant del patrimoni cultural català | Can Sagales (Vilassar de Mar)         | Modifica les dades a Wikidata |
|        | Can Santiña                           | Vilassar de Mar | casa         | Estil: arquitectura eclèctica                                                  | 41° 30′ 02″ N, 2° 23′ 22″ E / 41.50062°N,2.38935°E                                                | bé integrant del patrimoni cultural català | Can Santiña (Vilassar de Mar)         | Modifica les dades a Wikidata |
|        | Can Timbales                          | Vilassar de Mar | casa         | Estil: arquitectura eclèctica                                                  | 41° 30′ 14″ N, 2° 23′ 45″ E / 41.50377°N,2.39583°E ca:Camí Ral, 45                                | bé integrant del patrimoni cultural català | Can Timbales (Vilassar de Mar)        | Modifica les dades a Wikidata |
|        | Can Verdaguer                         | Vilassar de Mar | casa         | Estil: arquitectura eclèctica                                                  | 41° 30′ 10″ N, 2° 23′ 35″ E / 41.50288°N,2.39297°E ca:Carrer Clavé, 14                            | bé integrant del patrimoni cultural català | Can Verdaguer (Vilassar de Mar)       | Modifica les dades a Wikidata |
|        | Can Vicentó                           | Vilassar de Mar | casa         | Estil: arquitectura eclèctica                                                  | 41° 30′ 13″ N, 2° 23′ 30″ E / 41.50365°N,2.39176°E ca:Carrer Montserrat, 45                       | bé integrant del patrimoni cultural català | Can Vicentó (Vilassar de Mar)         | Modifica les dades a Wikidata |
|        | Can Viladomiu                         | Vilassar de Mar | casa         | Arquitecte: Josep Maria Ribas i Casas Estil: noucentisme                       | 41° 30′ 07″ N, 2° 23′ 31″ E / 41.50195°N,2.39195°E ca:Sant Pau, 9 i 10                            | bé integrant del patrimoni cultural català | Can Viladomiu (Vilassar de Mar)       | Modifica les dades a Wikidata |
|        | Can Vivó                              | Vilassar de Mar | casa         | Estil: noucentisme 20th century                                                | 41° 30′ 11″ N, 2° 23′ 37″ E / 41.50317°N,2.39365°E ca:Dr. Masriera, 2 9 msnm                      | bé integrant del patrimoni cultural català | Can Vivó (Vilassar de Mar)            | Modifica les dades a Wikidata |
|        | Casa Joan Tusell                      | Vilassar de Mar | casa         | Estil: arquitectura modernista 1920                                            | 41° 30′ 07″ N, 2° 23′ 32″ E / 41.501999°N,2.392348°E ca:Carrer de Sant Pau, 8                     |                                            | Casa Joan Tusell                      | Modifica les dades a Wikidata |
|        | Casa del Capellà                      | Vilassar de Mar | casa         | Estil: arquitectura eclèctica                                                  | 41° 30′ 12″ N, 2° 23′ 27″ E / 41.5032°N,2.39089°E                                                 | bé integrant del patrimoni cultural català | Casa del Capellà                      | Modifica les dades a Wikidata |
|        | Cases Lladó                           | Vilassar de Mar | casa         | Arquitecte: Eduard Ferrés i Puig Estil: arquitectura modernista 1919           | 41° 30′ 19″ N, 2° 23′ 31″ E / 41.505196°N,2.391994°E ca:Carrer Colom, 40 a 50                     |                                            |                                       | Modifica les dades a Wikidata |
|        | Cases de senyors de Vilassar de Mar   | Vilassar de Mar | casa         | Estil: arquitectura eclèctica                                                  | 41° 30′ 11″ N, 2° 23′ 26″ E / 41.50294°N,2.39045°E                                                | bé integrant del patrimoni cultural català | Can Roca i Can Nyol (Vilassar de Mar) | Modifica les dades a Wikidata |
|        | Grup de cases del carrer Colom        | Vilassar de Mar | casa         | Estil: arquitectura eclèctica                                                  | 41° 30′ 19″ N, 2° 23′ 32″ E / 41.50517°N,2.39235°E                                                | bé integrant del patrimoni cultural català | Carrer Colom (Vilassar de Mar)        | Modifica les dades a Wikidata |
|        | casa al carrer Sant Roc, 19           | Vilassar de Mar | casa         | Estil: arquitectura eclèctica                                                  | 41° 30′ 09″ N, 2° 23′ 28″ E / 41.50242°N,2.39122°E                                                | bé integrant del patrimoni cultural català | Carrer Sant Roc, 19 (Vilassar de Mar) | Modifica les dades a Wikidata |
|        | casa al carrer Sant Roc, 25           | Vilassar de Mar | casa         | Estil: arquitectura eclèctica                                                  | 41° 30′ 09″ N, 2° 23′ 29″ E / 41.5025°N,2.39139°E                                                 | bé integrant del patrimoni cultural català | Sant Roc 25 (Vilassar de Mar)         | Modifica les dades a Wikidata |
|        | casa al carrer Sant Roc, 33           | Vilassar de Mar | casa         | Estil: arquitectura eclèctica                                                  | 41° 30′ 09″ N, 2° 23′ 30″ E / 41.50261°N,2.39161°E                                                | bé integrant del patrimoni cultural català | Sant Roc 33 (Vilassar de Mar)         | Modifica les dades a Wikidata |
|        | casa al carrer Sant Roc, 35           | Vilassar de Mar | casa         | Estil: arquitectura eclèctica 1888                                             | 41° 30′ 09″ N, 2° 23′ 30″ E / 41.50263°N,2.39167°E ca:Carrer Sant Roc, 35                         | bé integrant del patrimoni cultural català | Sant Roc, 35 (Vilassar de Mar)        | Modifica les dades a Wikidata |
|        | casa al carrer de Sant Roc, 49        | Vilassar de Mar | casa         | Estil: arquitectura eclèctica                                                  | 41° 30′ 10″ N, 2° 23′ 31″ E / 41.50281°N,2.39206°E                                                | bé integrant del patrimoni cultural català | Sant Roc, 49 (Vilassar de Mar)        | Modifica les dades a Wikidata |
|        | cases del carrer Sant Francesc        | Vilassar de Mar | casa         | Estil: arquitectura popular                                                    | 41° 30′ 15″ N, 2° 23′ 44″ E / 41.50407°N,2.39544°E                                                | bé integrant del patrimoni cultural català | Cases Pescadors (Vilassar de Mar)     | Modifica les dades a Wikidata |
|        | el Barato                             | Vilassar de Mar | casa         | Estil: noucentisme 20th century                                                | 41° 30′ 29″ N, 2° 23′ 11″ E / 41.50801°N,2.3864°E ca:C. Lluís Jover, 22 34 msnm                   | bé integrant del patrimoni cultural català | El Barato                             | Modifica les dades a Wikidata |
|        | habitatge al carrer Sant Francesc, 15 | Vilassar de Mar | casa         | Estil: arquitectura eclèctica                                                  | 41° 30′ 15″ N, 2° 23′ 42″ E / 41.50404°N,2.39509°E                                                | bé integrant del patrimoni cultural català | C. Sant Francesc 15 (Vilassar de Mar) | Modifica les dades a Wikidata |

## conjunt urbà
| imatge | Nom                   | Ubicat a        | instància de | Detalls | coordenades                                                                                            | Protecció | Commons (més fotos) | Dades a WD                    |
| ------ | --------------------- | --------------- | ------------ | ------- | --- | --------- | ------------------- | ----------------------------- |
|        | carrer Montserrat     | Vilassar de Mar | conjunt urbà |         | 41° 30′ 12″ N, 2° 23′ 28″ E / 41.50325393676758°N,2.3910748958587646°E ca:Carrer Montserrat            |           |                     | Modifica les dades a Wikidata |
|        | carrer de Sant Ignasi | Vilassar de Mar | conjunt urbà |         | 41° 30′ 14″ N, 2° 23′ 27″ E / 41.50398254394531°N,2.39077091217041°E ca:Carrer de Sant Ignasi i altres |           |                     | Modifica les dades a Wikidata |

## curs d'aigua
| imatge | Nom               | Ubicat a                         | instància de | Detalls                     | coordenades                                                                                              | Protecció | Commons (més fotos) | Dades a WD                    |
| ------ | ----------------- | -------------------------------- | ------------ | --------------------------- | --- | --------- | ------------------- | ----------------------------- |
|        | riera de Cabrils  | Cabrils Vilassar de Mar          | curs d'aigua | Desemboca: mar Mediterrània | 41° 32′ 22″ N, 2° 20′ 59″ E / 41.539542°N,2.349741°E 41° 30′ 03″ N, 2° 23′ 29″ E / 41.50093°N,2.391338°E |           | Riera de Cabrils    | Modifica les dades a Wikidata |
|        | riera de Vilassar | Vilassar de Dalt Vilassar de Mar | curs d'aigua | Desemboca: mar Mediterrània | 41° 29′ 53″ N, 2° 23′ 06″ E / 41.49797911087517°N,2.384923696517945°E                                    |           |                     | Modifica les dades a Wikidata |

## edifici
| imatge | Nom                                          | Ubicat a        | instància de | Detalls                                                              | coordenades | Protecció                                  | Commons (més fotos)                          | Dades a WD                    |
| ------ | -------------------------------------------- | --------------- | ------------ | -------------------------------------------------------------------- | --- | ------------------------------------------ | -------------------------------------------- | ----------------------------- |
|        | Caixa d'Estalvis                             | Vilassar de Mar | edifici      | Estil: noucentisme                                                   | 41° 30′ 08″ N, 2° 23′ 34″ E / 41.50233°N,2.39278°E ca:Plaça de l'Ajuntament                                           | bé integrant del patrimoni cultural català | Caixa d'Estalvis (Vilassar de Mar)           | Modifica les dades a Wikidata |
|        | Casa Pairal Fundació Privada                 | Vilassar de Mar | edifici      |                                                                      | 41° 30′ 20″ N, 2° 23′ 44″ E / 41.505575°N,2.395585°E                                                                  |                                            |                                              | Modifica les dades a Wikidata |
|        | Casetes de l'espigó de Garbí                 | Vilassar de Mar | edifici      | 20th century                                                         | 41° 29′ 58″ N, 2° 23′ 21″ E / 41.499579°N,2.38923°E espigó de Garbí                                                   | bé cultural d'interès local                | Casetes de l'espigó de Garbí                 | Modifica les dades a Wikidata |
|        | Eixida posterior d'una casa                  | Vilassar de Mar | edifici      | Estil: arquitectura modernista 20th century                          | 41° 30′ 11″ N, 2° 23′ 29″ E / 41.502934°N,2.391436°E ca:carrer Rector Bartrina, 26                                    | bé integrant del patrimoni cultural català | Rector Bartrina 26 (Vilassar de Mar)         | Modifica les dades a Wikidata |
|        | Escola Vaixell Burriach i Institut Vilatzara | Vilassar de Mar | edifici      | 20th century                                                         | 41° 30′ 32″ N, 2° 23′ 33″ E / 41.508883°N,2.392417°E ca:Av. de l'Arquitecte Eduard Ferrés - riera d'en Cintet 25 msnm | bé integrant del patrimoni cultural català | Escola Vaixell Burriach i Institut Vilatzara | Modifica les dades a Wikidata |
|        | Estudi de Pilots                             | Vilassar de Mar | edifici      | Estil: arquitectura neoclàssica                                      | 41° 30′ 15″ N, 2° 23′ 12″ E / 41.50411°N,2.38669°E                                                                    | bé integrant del patrimoni cultural català | Estudi de Pilots de Can Monjo                | Modifica les dades a Wikidata |
|        | Gliptoteca Monjo                             | Vilassar de Mar | edifici      | Estil: arquitectura popular                                          | 41° 30′ 11″ N, 2° 23′ 41″ E / 41.50308°N,2.39461°E                                                                    | bé integrant del patrimoni cultural català | Gliptoteca Monjo                             | Modifica les dades a Wikidata |
|        | Parvulari municipal de Vilassar de Mar       | Vilassar de Mar | edifici      | Estil: arquitectura popular                                          | 41° 30′ 11″ N, 2° 23′ 32″ E / 41.50309°N,2.3923°E                                                                     | bé integrant del patrimoni cultural català | Parvulari municipal (Vilassar de Mar)        | Modifica les dades a Wikidata |
|        | Porta del Cementiri de Vilassar de Mar       | Vilassar de Mar | edifici      | Arquitecte: Eduard Ferrés i Puig Estil: arquitectura modernista 1902 | 41° 30′ 42″ N, 2° 23′ 05″ E / 41.511551°N,2.384688°E ca:Avinguda de Montevideo                                        |                                            |                                              | Modifica les dades a Wikidata |

## edifici residencial
| imatge | Nom                 | Ubicat a        | instància de        | Detalls                       | coordenades                                                                                        | Protecció | Commons (més fotos) | Dades a WD                    |
| ------ | ------------------- | --------------- | ------------------- | ----------------------------- | -------------------------------------------------------------------------------------------------- | --------- | ------------------- | ----------------------------- |
|        | Cal Negre           | Vilassar de Mar | edifici residencial | Estil: arquitectura eclèctica | 41° 30′ 13″ N, 2° 23′ 41″ E / 41.50370407104492°N,2.39459490776062°E ca:Carrer Doctor Masriera, 30 |           |                     | Modifica les dades a Wikidata |
|        | Cal Tit             | Vilassar de Mar | edifici residencial | Estil: modernisme català      | 41° 30′ 15″ N, 2° 23′ 40″ E / 41.504302978515625°N,2.3943417072296143°E ca:Carrer del Rosari, 1    |           |                     | Modifica les dades a Wikidata |
|        | Casa Fornas         | Vilassar de Mar | edifici residencial | Estil: noucentisme            | 41° 30′ 06″ N, 2° 23′ 30″ E / 41.501712799072266°N,2.3916757106781006°E ca:Carrer de Sant Pau, 16  |           |                     | Modifica les dades a Wikidata |
|        | Habitatges Can Bisa | Vilassar de Mar | edifici residencial |                               | 41° 30′ 11″ N, 2° 23′ 27″ E / 41.50297164916992°N,2.390897035598755°E ca:Carrer Montserrat, 10-14  |           |                     | Modifica les dades a Wikidata |

## espigó
| imatge | Nom               | Ubicat a        | instància de | Detalls | coordenades                                                           | Protecció | Commons (més fotos) | Dades a WD                    |
| ------ | ----------------- | --------------- | ------------ | ------- | --------------------------------------------------------------------- | --------- | ------------------- | ----------------------------- |
|        | espigó de Garbí   | Vilassar de Mar | espigó       |         | 41° 29′ 57″ N, 2° 23′ 21″ E / 41.49905989999488°N,2.389091849327088°E |           |                     | Modifica les dades a Wikidata |
|        | espigó de Llevant | Vilassar de Mar | espigó       |         | 41° 30′ 15″ N, 2° 23′ 58″ E / 41.50417030165486°N,2.399498820304871°E |           |                     | Modifica les dades a Wikidata |

## estació de ferrocarril
| imatge | Nom                                         | Ubicat a        | instància de           | Detalls | coordenades                                                           | Protecció | Commons (més fotos)                            | Dades a WD                    |
| ------ | ------------------------------------------- | --------------- | ---------------------- | ------- | --------------------------------------------------------------------- | --------- | ---------------------------------------------- | ----------------------------- |
|        | Estació de Cabrera de Mar - Vilassar de Mar | Vilassar de Mar | estació de ferrocarril |         | 41° 30′ 24″ N, 2° 24′ 06″ E / 41.50677777777778°N,2.401555555555555°E |           | Cabrera de Mar - Vilassar de Mar train station | Modifica les dades a Wikidata |
|        | Estació de Vilassar de Mar                  | Vilassar de Mar | estació de ferrocarril |         | 41° 30′ 02″ N, 2° 23′ 23″ E / 41.500469444444°N,2.3895888888889°E     |           | Vilassar de Mar train station                  | Modifica les dades a Wikidata |

## masia
| imatge | Nom                   | Ubicat a        | instància de | Detalls                                                 | coordenades | Protecció                                  | Commons (més fotos)                     | Dades a WD                    |
| ------ | --------------------- | --------------- | ------------ | ------------------------------------------------------- | --- | ------------------------------------------ | --------------------------------------- | ----------------------------- |
|        | Ca la Maria Espartera | Vilassar de Mar | masia        | Estil: arquitectura gòtica                              | 41° 30′ 10″ N, 2° 23′ 38″ E / 41.50277°N,2.39382°E                                                                   | bé integrant del patrimoni cultural català | Ca la Maria Espartera (Vilassar de Mar) | Modifica les dades a Wikidata |
|        | Can Bada              | Vilassar de Mar | masia        |                                                         | 41° 30′ 09″ N, 2° 22′ 24″ E / 41.5025415172397°N,2.3731945872494°E                                                   |                                            |                                         | Modifica les dades a Wikidata |
|        | Can Boteta            | Vilassar de Mar | masia        |                                                         | 41° 29′ 52″ N, 2° 22′ 34″ E / 41.4976671102356°N,2.37624878671185°E                                                  |                                            |                                         | Modifica les dades a Wikidata |
|        | Can Cabot             | Vilassar de Mar | masia        | Estil: historicisme arquitectònic                       | 41° 30′ 26″ N, 2° 23′ 21″ E / 41.50735°N,2.38917°E                                                                   | bé integrant del patrimoni cultural català | Can Cabot (Vilassar de Mar)             | Modifica les dades a Wikidata |
|        | Can Carlos            | Vilassar de Mar | masia        |                                                         | 41° 30′ 51″ N, 2° 23′ 00″ E / 41.5141255523618°N,2.38329313244516°E                                                  |                                            |                                         | Modifica les dades a Wikidata |
|        | Can Cintet            | Vilassar de Mar | masia        |                                                         | 41° 30′ 23″ N, 2° 23′ 46″ E / 41.5064653914964°N,2.39613917141966°E                                                  |                                            |                                         | Modifica les dades a Wikidata |
|        | Can Cuiàs             | Vilassar de Mar | masia        |                                                         | 41° 30′ 02″ N, 2° 22′ 45″ E / 41.5005839323738°N,2.37928803902899°E                                                  |                                            |                                         | Modifica les dades a Wikidata |
|        | Can Fontseca          | Vilassar de Mar | masia        |                                                         | 41° 30′ 28″ N, 2° 22′ 35″ E / 41.5078823164025°N,2.37640238542263°E                                                  |                                            |                                         | Modifica les dades a Wikidata |
|        | Can Gaixa             | Vilassar de Mar | masia        |                                                         | 41° 29′ 55″ N, 2° 22′ 34″ E / 41.4984854404444°N,2.37600131430531°E                                                  |                                            |                                         | Modifica les dades a Wikidata |
|        | Can Guanyabéns        | Vilassar de Mar | masia        |                                                         | 41° 30′ 15″ N, 2° 23′ 19″ E / 41.5042818599567°N,2.38861073881455°E                                                  |                                            |                                         | Modifica les dades a Wikidata |
|        | Can Jorbà             | Vilassar de Mar | masia        |                                                         | 41° 30′ 09″ N, 2° 22′ 57″ E / 41.5026013973761°N,2.38259970866963°E                                                  |                                            |                                         | Modifica les dades a Wikidata |
|        | Can Llarg             | Vilassar de Mar | masia        |                                                         | 41° 30′ 22″ N, 2° 22′ 19″ E / 41.5061462268668°N,2.37186571905593°E                                                  |                                            |                                         | Modifica les dades a Wikidata |
|        | Can Lloberes          | Vilassar de Mar | masia        |                                                         | 41° 30′ 16″ N, 2° 22′ 56″ E / 41.504464544109°N,2.38234236756084°E                                                   |                                            |                                         | Modifica les dades a Wikidata |
|        | Can Madrona           | Vilassar de Mar | masia        |                                                         | 41° 30′ 15″ N, 2° 22′ 38″ E / 41.5042843560458°N,2.37732358305835°E                                                  |                                            |                                         | Modifica les dades a Wikidata |
|        | Can Manel de la Viuda | Vilassar de Mar | masia        |                                                         | 41° 30′ 19″ N, 2° 23′ 05″ E / 41.5053322770551°N,2.38458679091145°E                                                  |                                            |                                         | Modifica les dades a Wikidata |
|        | Can Monjo             | Vilassar de Mar | masia        |                                                         | 41° 30′ 16″ N, 2° 23′ 12″ E / 41.504398197385°N,2.38677638068502°E                                                   |                                            |                                         | Modifica les dades a Wikidata |
|        | Can Paona             | Vilassar de Mar | masia        |                                                         | 41° 30′ 20″ N, 2° 22′ 47″ E / 41.5054416356608°N,2.37979283262183°E                                                  |                                            |                                         | Modifica les dades a Wikidata |
|        | Can Pere Lloberes     | Vilassar de Mar | masia        |                                                         | 41° 30′ 06″ N, 2° 21′ 57″ E / 41.5017805720606°N,2.36583322389576°E                                                  |                                            |                                         | Modifica les dades a Wikidata |
|        | Can Pi                | Vilassar de Mar | masia        |                                                         | 41° 30′ 26″ N, 2° 23′ 07″ E / 41.5071288839092°N,2.38536063058044°E                                                  |                                            |                                         | Modifica les dades a Wikidata |
|        | Can Plantada          | Vilassar de Mar | masia        | Arquitecte: Josep Plantada i Artigas Estil: noucentisme | 41° 30′ 27″ N, 2° 23′ 54″ E / 41.50757°N,2.39831°E                                                                   | bé integrant del patrimoni cultural català | Can Plantada (Vilassar de Mar)          | Modifica les dades a Wikidata |
|        | Can Pons              | Vilassar de Mar | masia        |                                                         | 41° 30′ 17″ N, 2° 22′ 46″ E / 41.5046472819667°N,2.37947689466414°E                                                  |                                            |                                         | Modifica les dades a Wikidata |
|        | Can Ribes             | Vilassar de Mar | masia        |                                                         | 41° 30′ 13″ N, 2° 22′ 26″ E / 41.5035985237745°N,2.37377150996371°E                                                  |                                            |                                         | Modifica les dades a Wikidata |
|        | Can Sabaters          | Vilassar de Mar | masia        |                                                         | 41° 30′ 26″ N, 2° 22′ 57″ E / 41.5072032270878°N,2.38242418256726°E                                                  |                                            |                                         | Modifica les dades a Wikidata |
|        | Can Servitges         | Vilassar de Mar | masia        |                                                         | 41° 30′ 38″ N, 2° 23′ 27″ E / 41.5104278505388°N,2.39086567811085°E                                                  |                                            |                                         | Modifica les dades a Wikidata |
|        | Mas Pagès             | Vilassar de Mar | masia        |                                                         | 41° 30′ 37″ N, 2° 23′ 03″ E / 41.5102485808989°N,2.38426461828152°E                                                  |                                            |                                         | Modifica les dades a Wikidata |
|        | Mas Roser             | Vilassar de Mar | masia        |                                                         | 41° 30′ 31″ N, 2° 23′ 00″ E / 41.5086139636591°N,2.38346527023855°E                                                  |                                            |                                         | Modifica les dades a Wikidata |
|        | el Regadiu            | Vilassar de Mar | masia        |                                                         | 41° 30′ 50″ N, 2° 23′ 21″ E / 41.5137522780824°N,2.38930057973622°E                                                  |                                            |                                         | Modifica les dades a Wikidata |
|        | la Sénia del Rellotge | Vilassar de Mar | masia        | Estil: arquitectura modernista 20th century             | 41° 30′ 28″ N, 2° 23′ 24″ E / 41.5078204025792°N,2.39005132701173°E ca:Av. de l'Arquitecte Eduard Ferrés, 31 26 msnm | bé integrant del patrimoni cultural català | La Sènia del Rellotge                   | Modifica les dades a Wikidata |
|        | les Pinedes           | Vilassar de Mar | masia        |                                                         | 41° 30′ 22″ N, 2° 22′ 41″ E / 41.5060441405918°N,2.37794179061319°E                                                  |                                            |                                         | Modifica les dades a Wikidata |

## molí d'aigua
| imatge | Nom                   | Ubicat a        | instància de | Detalls | coordenades                                                         | Protecció | Commons (més fotos) | Dades a WD                    |
| ------ | --------------------- | --------------- | ------------ | ------- | ------------------------------------------------------------------- | --------- | ------------------- | ----------------------------- |
|        | Molí d'en Valls       | Vilassar de Mar | molí d'aigua |         | 41° 30′ 18″ N, 2° 22′ 14″ E / 41.505112758842°N,2.37065351867689°E  |           |                     | Modifica les dades a Wikidata |
|        | Molí d'en Vicenç      | Vilassar de Mar | molí d'aigua |         | 41° 30′ 11″ N, 2° 22′ 14″ E / 41.5031851504262°N,2.3706482200058°E  |           |                     | Modifica les dades a Wikidata |
|        | Molí de les Alzinetes | Vilassar de Mar | molí d'aigua |         | 41° 30′ 43″ N, 2° 23′ 11″ E / 41.5119623520105°N,2.38639342659392°E |           |                     | Modifica les dades a Wikidata |

## monument
| imatge | Nom                         | Ubicat a        | instància de | Detalls | coordenades                                                                                                  | Protecció | Commons (més fotos) | Dades a WD                    |
| ------ | --------------------------- | --------------- | ------------ | ------- | --- | --------- | ------------------- | ----------------------------- |
|        | Escultura Mediterrània      | Vilassar de Mar | monument     |         | 41° 30′ 11″ N, 2° 23′ 41″ E / 41.5031852722168°N,2.394800901412964°E ca:Plaça de Pau Vila                    |           |                     | Modifica les dades a Wikidata |
|        | Monument a Vicenç Casanovas | Vilassar de Mar | monument     |         | 41° 30′ 19″ N, 2° 23′ 38″ E / 41.50516128540039°N,2.39395809173584°E ca:Plaça de Vicenç Casanovas            |           |                     | Modifica les dades a Wikidata |
|        | Monument a la Mina Vella    | Vilassar de Mar | monument     |         | 41° 30′ 25″ N, 2° 23′ 21″ E / 41.50699615478515°N,2.3892290592193604°E ca:Av. Eduard Ferrés / Av. Montevideo |           |                     | Modifica les dades a Wikidata |

## platja
| imatge | Nom                   | Ubicat a        | instància de          | Detalls                | coordenades                                                            | Protecció | Commons (més fotos)                | Dades a WD                    |
| ------ | --------------------- | --------------- | --------------------- | ---------------------- | ---------------------------------------------------------------------- | --------- | ---------------------------------- | ----------------------------- |
|        | platja de Ponent      | Vilassar de Mar | platja platja nudista |                        | 41° 29′ 53″ N, 2° 23′ 06″ E / 41.49809021792126°N,2.384874096739184°E  |           | Platja de Ponent (Vilassar de Mar) | Modifica les dades a Wikidata |
|        | platja de Vilassar    | Vilassar de Mar | platja                |                        | 41° 30′ 12″ N, 2° 23′ 46″ E / 41.50327°N,2.39622°E                     |           |                                    | Modifica les dades a Wikidata |
|        | platja de l'Almadrava | Vilassar de Mar | platja                |                        | 41° 30′ 21″ N, 2° 24′ 04″ E / 41.50579708591006°N,2.4009918165678052°E |           |                                    | Modifica les dades a Wikidata |
|        | platja de l'Astillero | Vilassar de Mar | platja                | Llarg: 950m Ample: 12m | 41° 30′ 12″ N, 2° 23′ 46″ E / 41.503274°N,2.396042°E                   |           | Platja de Vilassar                 | Modifica les dades a Wikidata |

## Misc
| imatge | Nom                                  | Ubicat a                       | instància de                                                                   | Detalls                                                          | coordenades | Protecció                                            | Commons (més fotos)                       | Dades a WD                    |
| ------ | ------------------------------------ | ------------------------------ | ------------------------------------------------------------------------------ | ---------------------------------------------------------------- | --- | ---------------------------------------------------- | ----------------------------------------- | ----------------------------- |
|        | Antic Hostal                         | Vilassar de Mar                | edifici d'hotel                                                                |                                                                  | 41° 30′ 11″ N, 2° 23′ 42″ E / 41.503177642822266°N,2.3948910236358643°E ca:Camí Ral, 30                                                         |                                                      |                                           | Modifica les dades a Wikidata |
|        | Ateneu Vilassanés                    | Vilassar de Mar                | teatre                                                                         |                                                                  | 41° 30′ 15″ N, 2° 23′ 34″ E / 41.50421449362103°N,2.3928254842758183°E ca:Carrer de Sant Josep 35                                               |                                                      |                                           | Modifica les dades a Wikidata |
|        | Casal de Curació                     | Vilassar de Mar                | hospital centre sociosanitari                                                  | Arquitecte: Agustí Domingo i Verdaguer Estil: noucentisme        | 41° 30′ 06″ N, 2° 23′ 09″ E / 41.50155°N,2.38593°E ca:Cr Maria Vidal, 19                                                                        | bé integrant del patrimoni cultural català           | Casal de Curació                          | Modifica les dades a Wikidata |
|        | Estadi Municipal Xevi Ramon          | Vilassar de Mar                | instal·lació esportiva                                                         | 1991                                                             | 41° 30′ 35″ N, 2° 23′ 39″ E / 41.50963888888889°N,2.3940277777777776°E ca:Arquitecte Eduard Ferrés, 155, 08340 Vilassar de Mar                  |                                                      |                                           | Modifica les dades a Wikidata |
|        | L'Escola Nàutica                     | Vilassar de Mar                | edifici escolar                                                                | Estil: arquitectura neoclàssica                                  | 41° 30′ 12″ N, 2° 23′ 06″ E / 41.50325012207031°N,2.3851380348205566°E ca:Carrer de Santa Eulàlia, 80                                           |                                                      |                                           | Modifica les dades a Wikidata |
|        | Necròpolis romana de Vilassar de Mar | Vilassar de Mar                | necròpolis vil·la romana crematori                                             |                                                                  | 41° 30′ 40″ N, 2° 23′ 44″ E / 41.511104°N,2.395448°E ca:entre la Carretera d'Argentona, l'Avinguda Arquitecte Eduard Ferrés i el Camp de Futbol | bé integrant del patrimoni cultural català           |                                           | Modifica les dades a Wikidata |
|        | Pla de l'Avellà                      | Vilassar de Mar Cabrera de Mar | assentament humà                                                               |                                                                  | 41° 30′ 35″ N, 2° 24′ 09″ E / 41.50978889°N,2.40263278°E                                                                                        |                                                      |                                           | Modifica les dades a Wikidata |
|        | Sant Joan de Vilassar                | Vilassar de Mar                | església                                                                       | Estil: historicisme arquitectònic                                | 41° 30′ 12″ N, 2° 23′ 30″ E / 41.50332°N,2.39178°E ca:Plaça de l'Església                                                                       | bé integrant del patrimoni cultural català           | Sant Joan de Vilassar                     | Modifica les dades a Wikidata |
|        | Torre de Can Nadal                   | Vilassar de Mar                | torre de sentinella                                                            | Estil: arquitectura gòtica                                       | 41° 30′ 12″ N, 2° 23′ 40″ E / 41.5033°N,2.3945°E                                                                                                | bé d'interès cultural bé cultural d'interès nacional | Torre d'en Nadal (Vilassar de Mar)        | Modifica les dades a Wikidata |
|        | Torre del telègraf òptic de Vilassar | Vilassar de Mar                | torre de telegrafia òptica                                                     | 19th century                                                     | 41° 30′ 12″ N, 2° 23′ 39″ E / 41.50345°N,2.39405°E ca:C. del Doctor Masriera, 16 6 msnm                                                         | bé integrant del patrimoni cultural català           | Torre del telègraf òptic de Vilassar      | Modifica les dades a Wikidata |
|        | Vilassar de Mar                      | Vilassar de Mar                | entitat singular de població capital municipal ens local històric de Catalunya | 21169 hab                                                        | 41° 30′ 18″ N, 2° 23′ 32″ E / 41.50507°N,2.39227°E 11 msnm                                                                                      |                                                      |                                           | Modifica les dades a Wikidata |
|        | casa consistorial de Vilassar de Mar | Vilassar de Mar                | casa consistorial                                                              | Estil: arquitectura neoclàssica                                  | 41° 30′ 09″ N, 2° 23′ 33″ E / 41.502479°N,2.3924353°E ca:Plaça de l'Ajuntament                                                                  |                                                      | Casa de la Vila de Vilassar de Mar        | Modifica les dades a Wikidata |
|        | cementiri de Vilassar de Mar         | Vilassar de Mar                | cementiri                                                                      | Estil: arquitectura modernista                                   | 41° 30′ 43″ N, 2° 23′ 08″ E / 41.51206°N,2.38545°E                                                                                              | bé integrant del patrimoni cultural català           | Cementiri de Vilassar de Mar              | Modifica les dades a Wikidata |
|        | les Monges Franciscanes              | Vilassar de Mar                | edifici religiós edifici escolar                                               | Estil: arquitectura eclèctica                                    | 41° 30′ 17″ N, 2° 23′ 30″ E / 41.50474°N,2.39165°E                                                                                              | bé integrant del patrimoni cultural català           | Les Monges Franciscanes (Vilassar de Mar) | Modifica les dades a Wikidata |
|        | mar Mediterrània                     |                                | mar interior mar mediterrani conca hidrogràfica                                | Superfície: 2500000km² Profunditat: 5267 1541m Volum: 3839000km³ | 38° N, 17° E / 38°N,17°E 0 msnm |                                                      | Mediterranean Sea                         | Modifica les dades a Wikidata |